# Predrag Matvejević
Predrag Matvejević (Mostar, 7 ottobre 1932 – Zagabria, 2 febbraio 2017) è stato un francesista jugoslavo con cittadinanza croata naturalizzato italiano.
Docente di letterature alle università di Zagabria, Parigi e Roma, è conosciuto per il saggio del 1987 Breviario mediterraneo, lavoro fondativo della storia culturale della regione del Mediterraneo, che è stato tradotto in oltre venti lingue. Anche un altro suo libro, L'altra Venezia, è stato tradotto in numerose lingue. Matvejević è ancora oggi l'autore croato più tradotto nel mondo.

## Biografia

### Famiglia e studi
Matvejević nasce nel 1932 a Mostar, allora nel regno di Jugoslavia e oggi nella Bosnia ed Erzegovina. Suo padre, Vsevolod Matveevič, giudice a Mostar dopo il 1945, era di etnia russa, benché nato a Odessa, in Ucraina (nonno e zio furono prigionieri in un gulag sovietico); sua madre era jugoslava di etnìa croato-bosniaca.
Durante la seconda guerra mondiale in Jugoslavia, ancora pre-adolescente, fa da messaggero per i partigiani comunisti mentre il padre è prigioniero in Germania. Dopo la guerra si diploma al liceo di Mostar e compie il servizio militare a Fiume, da poco annessa alla Jugoslavia socialista, dove è testimone dell'esodo giuliano-dalmata.
Prosegue gli studi di lingua e letteratura francese, prima all'Università di Sarajevo e quindi a Zagabria, dove si laurea. Continua gli studi in Francia, e nel 1967 ottiene un dottorato alla Sorbona in letteratura comparata ed estetica sulla poesia impegnata.

### Docente e intellettuale nella Jugoslavia socialista
Ritorna quindi in Jugoslavia, dove insegna letteratura francese alla sua alma mater di Zagabria fino al 1991. 
Matvejević credette per tutta la vita nell'ideale jugoslavo (jugoslavenstvo) "come idea romanticamente generosa di convivenza delle diversità e di abbattimento delle frontiere: mentali, culturali, oltre che fisiche". In ciò si scontrò tanto con i nascenti nazionalismi (incarnati, a Zagabria, dalla primavera croata del 1971) tanto con la rigidità dell'élite socialista al potere.
Matvejević è membro del gruppo di Praxis (1964-1974), rivista zagabrese di umanesimo marxista che organizza seminari estivi sull'isola di Curzola; come tale gli è impedito di parlare agli studenti a Zagabria nel 1968.
Dal 1970 Matvejević interviene nel dibattito pubblico con una serie di 75 “lettere aperte” (raccolte come samizdat e pubblicate in seguito col titolo Epistolario dall'altra Europa) in cui difende i dissidenti, sovietici o jugoslavi che fossero, e osa perfino chiedere a Tito di dimettersi per il bene del paese. In quei primi anni '70 Matvejević prese perfino le difese del futuro presidente croato Franjo Tuđman, incarcerato due anni per attività sovversive legate alla “primavera croata”, credendolo malato di cuore. 
Si tiene in contatto con gli altri intellettuali e dissidenti dell'Europa orientale; è amico del polacco Jacek Kuroń.
Matvejević viene espulso dalla Lega dei Comunisti Jugoslavi nel 1974, diventando dissidente egli stesso.
In quegli anni è membro del consiglio del Partito Socialista dei Lavoratori (SRP) e del comitato editoriale della rivista di sinistra Novi Plamen (Nuova fiamma). Nel 1982 passa un periodo come visiting professor alla New York University.
Del 1987 è la sua opera più famosa, Breviario mediterraneo in cui ricostruisce in modo narrativo la storia “geopoetica” del Mediterraneo e dei paesi che vi si affacciano. Considerato dalla critica come un “saggio poetico”, un “poema in prosa”, un “diario di bordo” o un “romanzo sui luoghi” alla maniera di Fernand Braudel, infine una “gaia scienza” secondo lo stesso autore, è tradotto in una ventina di lingue. Claudio Magris, che lo definì “libro geniale, fulminante, inatteso” e sostenne la sua pubblicazione in italiano, vi si ispirò poi per il suo Danubio.
Nel 1989, durante la fallimentare transizione politica jugoslava, Matvejević partecipa assieme ai colleghi professori Milorad Pupovac e Zarko Puhovski e al generale Koča Popović  alla fondazione dell’Associazione per l’iniziativa democratica jugoslava (UJDI), che proponeva la democratizzazione del sistema politico all'interno del rinnovato quadro jugoslavo.

### Esilio e permanenza in Francia e Italia
Lo scoppio delle guerre jugoslave, e tre colpi di pistola contro la sua cassetta delle lettere a Zagabria, lo spingono a lasciare il paese e a riparare,  “tra esilio e asilo”, prima a Parigi e poi a Roma. A Mostar un suo nipote, pacifista, viene torturato, ucciso e gettato dagli ustaša nella Neretva.
Dal 1991 Matvejević insegna letterature slave comparate all'Università Sorbonne Nouvelle, Nel 1992 è ufficialmente candidato al Parlamento croato sulla lista del partito jugoslavista SDU (Unione Socialdemocratica) di Branko Horvat, e nel 1993 invia una lettera a Slobodan Milošević e Franjo Tuđman consigliando ad entrambi il suicidio per il bene dei loro popoli. L'anno successivo ottiene l'abilitazione come professeur des universités.
Dal 1994 è a Roma, dove insegna lingua e letteratura serba e croata (Slavistica). Compie un primo viaggio di ritorno a Mostar nel 1997, ma è scosso dalle rovine lasciate dal conflitto.
Alle elezioni europee del 1999 è candidato europarlamentare per il Partito dei Comunisti Italiani, senza risultare eletto.
Nel 2000 di nuovo è visiting professor, per un periodo, all'Université catholique de Louvain in Belgio. Cittadino italiano dal 2006, Matvejević resta a Roma fino alla pensione, a 75 anni, nel 2007.
Matvejević è stato consulente per il Mediterraneo nel Gruppo dei saggi della Commissione Prodi, vicepresidente onorario del PEN Club Internazionale, e cofondatore nonché presidente del comitato scientifico della Fondazione Laboratorio Mediterraneo (poi Fondazione Mediterraneo) di Napoli. Ha partecipato inoltre alla fondazione della Conferenza Permanente del Mediterraneo (COPEAM), Associazione delle Televisioni del bacino del Mediterraneo ed è stato Presidente del Centro Internazionale di Cooperazione Culturale (CICC) durante tutta la sua permanenza in Italia.
Di Matvejević è il conio del termine democratura, crasi di democrazia e dittatura, volto ad indicare l'incompiutezza della transizione democratica negli stati dell'Europa centrale e orientale finito il periodo socialista. "È un ibrido di democrazia e dittatura, si proclama la democrazia mentre si praticano forme di dittatura nascosta".
Nel novembre 2001 Matvejević pubblica un saggio breve, I nostri talebani, sul quotidiano Jutarnji List, in cui accusa vari intellettuali (Ivan Aralica, Dobrica Ćosić, Andjelko Vuletic, Matija Bećković, Momo Kapor, Mile Pešorda, Rajko Petrov Nogi) di nazionalismo e bellicismo durante le guerre jugoslave, e che chiede che siano giudicati da una corte speciale "più restrittiva del Tribunale dell'Aja" come "talebani cristiani" e  "scrittori Quisling", "responsabili dei crimini di guerra commessi in Bosnia ed Erzegovina". Uno di questi, il poeta e traduttore Mile Pešorda (anch'egli docente universitario in Francia nel 1990-1994), lo cita in giudizio per diffamazione. Il processo inizia nel marzo 2003 e si conclude a novembre 2005 con una condanna del tribunale di Zagabria a cinque mesi di prigione (con pena sospesa) per calunnia e ingiuria.. Matvejević rifiuta di fare appello per non dare legittimità al processo e al verdetto. «Non avrei mai pensato di venir punito per uno scritto. I talebani si sono moltiplicati», afferma. Contro di lui si pronunciano sul settimanale zagabrese Fokus Darko Kovačić l'11 novembre 2005 e Zdravko Tomac il 25 aprile 2008. La condanna viene confermata nel 2010 dalla Corte Suprema croata, che respinge la richiesta dell'Avvocato di Stato di annullare la sentenza.

### Ultimi anni
Nel 2008 Matvejević rientra a Zagabria, "dove il nazionalismo abbaia ma non morde perché ha perso i denti in guerra". Negli ultimi anni una petizione, rimasta senza riscontro, lo propone per il Premio Nobel per la Letteratura.

## Riconoscimenti
Per la sua attività di scrittore Matvejević ha ricevuto numerosi riconoscimenti in Italia e all'estero, fra cui il Premio Malaparte nel 1991, il Premio Strega europeo nel 2003 e il Prix du Meilleur livre étranger 1993 a Parigi. Il governo francese gli conferì la Legion d'Onore, il presidente della Repubblica Italiana gli attribuì la cittadinanza italiana e il titolo di Commendatore dell'Ordine della Stella della Solidarietà Italiana; anche Slovenia e Croazia gli offrirono decorazioni. Matvejević ha ricevuto inoltre dottorati ad honorem dalle università di Genova, Trieste, Mostar "Džemal Bijedić"  e Perpignano. Nel 2014 è insignito "cittadino onorario di Sarajevo" dal sindaco Ivo Komsic per la sua opera di informazione durante l'assedio della capitale bosniaca.

## Opere
Libri pubblicati originariamente in lingua serbo-croata
- Sartre (saggio, Zagabria, 1965)
- Razgovori s Krležom (Zagabria, 1969, 1971, 1974, 1978, 1982, Belgrado, 1987, Zagabria, 2001)
- Prema novom kulturnom stvaralaštvu (Zagabria, 1975, 1977)
- Književnost i njezina društvena funkcija (Novi Sad, 1977)
- Te vjetrenjače (Zagabria, 1977, 1978)
- Jugoslavenstvo danas (Zagabria, 1982, Belgrado-BIGZ, 1984)
- Otvorena pisma (Belgrado, 1985, 1986)
- Mediteranski brevijar (Zagabria, 1987, 1990, 1991, 2002; Milano, 1991, Parigi 1992, Barcellona, 1992, Praga, 1992, Zurigo, 1993, Amsterdam, 1994, Lisbona, 1995, Sarajevo, 1998, Atene, 1998, Los Angeles, 1999, Istanbul, 1999, Casablanca, 2000, Tel Aviv, 2001, Podgorica, 2002, Lubiana, 2002, Cluj-Napoca, 2002, Helsinki, 2002, Skopje, 2002, Varsavia, 2003, Tirana, 2003, Tokyo, 2003, Budapest, 2006, Cairo, 2007)
  -  Mediterraneo. Un nuovo breviario, Milano, Garzanti, 1991. - col titolo Breviario mediterraneo, Prefazione di Claudio Magris, Garzanti, 2006.
- Istočni epistolar (Zagabria, 1994; Parigi, 1993, Roma, 1998)
  -  Epistolario dell'altra Europa. Un panorama culturale e politico dell'Europa Centrale e Orientale. Una poetica per il dissenso di ieri e di oggi, Milano, Garzanti, 1992. riporta gli scritti in difesa dei diritti dell'uomo e, in particolare, degli intellettuali dissidenti di numerosi paesi dell'Est perseguitati dal potere (Sacharov, Havel, Kundera, Mandel'štam, Gotovac, Solženicyn, Brodskij, Sinjavskij, ecc.).
- Gospodari rata i mira (con V. Stevanovićem i Z. Dizdarevićem, Spalato, 2000, 2001)
- Druga Venecija (Zagabria, 2002; Spalato, 2005; Varsavia, 2002, Milano, 2003, Parigi, 2004)
  -  L'altra Venezia, Prefazione di Raffaele La Capria, Collana Narratori moderni, Milano, Garzanti, 2003. - Asterios, 2012.
- Kruh naš (Zagabria, 2009)
  -  Pane nostro, Collana Nuova biblioteca, Milano, Garzanti, 2010.[20]

Libri pubblicati originariamente in lingua francese
- Pour une poétique de l'événement (préface de J.-M. Palmier, Parigi, 1979, Bucarest, 1980, Skopje, 1983)
- De la dissidence (Losanna, 1996)
- Le monde «ex» - Confessions (postfazione di Robet Bréchon, Parigi1996, Milano, 1996, Zurigo, 1996)
  -  Mondo «Ex». Confessioni, identità, ideologie, nazioni nell'una e nell'altra Europa, Collana Saggi blu, Milano, Garzanti, 1996.
- La Méditerranée et l'Europe - Leçons au College de France (Parigi, 1998, Milano, 1998)
  -  Il Mediterraneo e l'Europa, Milano, Magma, 1995. - Garzanti, 1998.
- Les Seigneurs de la guerre (sous la direction de P. Matvejevitch, Parigi, 1999, Milano, 1999, Praga, 2003)
  -  I signori della guerra, Milano, Garzanti, 1999.
- L'Ile-Méditerranée (Parigi, 2000)

Libri pubblicati originariamente in lingua italiana
- Sarajevo, Milano, Motta, 1995.
- Ex Jugoslavia. Diario di una guerra, Milano, Magma, 1995.
- Sulle identità dell'Europa, Milano, Magma, 1995.
- Tra asilo ed esilio. Romanzo epistolare, Roma, Meltemi, 1998.
- Golfo di Venezia, Venezia, Consorzio Venezia Nuova, 1997.
- Isolario Mediterraneo, Milano, Motta, 2000.
- Ivo Andrić, Romanzi e racconti, Collana I Meridiani, Milano, Mondadori, 2001.
- Sul Danubio, Roma, Le impronte degli uccelli, 2001.
- Compendio d'irriverenza (a cura di Sergej Roić), Lugano, Casagrande, 2001.
- Lo specchio del Mare mediterraneo, Lecce, Congedo, 2002.
- Oltre Odessa, Olmis, 2003.
- Un'Europa maledetta. Sulle persecuzioni degli intellettuali dell'Est. Con lettere inedite a Karol Wojtyla, Collana I Saggi, Milano, Dalai Editore, 2005.
- "Il ponte che unisce Oriente e Occidente", in Se dici guerra umanitaria, a cura di Corrado Veneziano e Domenico Gallo (Besa, Lecce 2005)
- Nessuno di noi poteva immaginare, Olmis, 2006.
- Mondo «ex» e tempo del dopo. Identità, ideologie, nazioni dell'una e dell'altra Europa, Collana Saggi, Milano, Garzanti, 2006.
- Pane, Olmis, 2008.
- Confini e frontiere. Fantasmi che non abbiamo saputo seppellire, Asterios, 2008.
- R come Religioni in  Il gioco serio dell'arte, a cura di Massimiliano Finazzer Flory, Milano, Rizzoli, 2008, ISBN 978-88-17-02237-8.
- Venezia minima, traduzione di G. Scotti, Collana Nuova biblioteca n.75, Milano, Garzanti, 2009.